# 1. HNLŽ
Die Prva hrvatska nogometna liga za žene, kurz 1. HNLŽ, ist die höchste Spielklasse im Frauenfußball in Kroatien. Sie wurde 1992 gegründet. Davor spielten die Vereine in der jugoslawischen Womens First League (JWFL). Erfolgreichster Verein ist der ŽNK Osijek mit 25 Meistertiteln und 18 Pokalsiegen.

## Meister / Pokalsieger
| Saison  | Meister                    | Pokalsieger                |
| ------- | -------------------------- | -------------------------- |
| 1992    | ŽNK Dinamo-Maksimir Zagreb | ŽNK Dinamo-Maksimir Zagreb |
| 1993    | ŽNK Zagreb                 | ŽNK Dinamo-Maksimir Zagreb |
| 1993/94 | ŽNK Osijek                 | ŽNK Zagreb                 |
| 1994/95 | ŽNK Osijek                 | ŽNK Osijek                 |
| 1995/96 | ŽNK Osijek                 | ŽNK Osijek                 |
| 1996/97 | ŽNK Osijek                 | ŽNK Osijek                 |
| 1997/98 | ŽNK Osijek                 | ŽNK Osijek                 |
| 1998/99 | ŽNK Osijek                 | ŽNK Osijek                 |
| 1999/00 | ŽNK Osijek                 | ŽNK Osijek                 |
| 2000/01 | ŽNK Osijek                 | ŽNK Osijek                 |
| 2001/02 | ŽNK Osijek                 | ŽNK Osijek                 |
| 2002/03 | ŽNK Osijek                 | ŽNK Dinamo-Maksimir Zagreb |
| 2003/04 | ŽNK Dinamo-Maksimir Zagreb | ŽNK Dinamo-Maksimir Zagreb |
| 2004/05 | ŽNK Dinamo-Maksimir Zagreb | ŽNK Dinamo-Maksimir Zagreb |
| 2005/06 | ŽNK Dinamo-Maksimir Zagreb | ŽNK Dinamo-Maksimir Zagreb |
| 2006/07 | ŽNK Osijek                 | ŽNK Osijek                 |
| 2007/08 | ŽNK Osijek                 | ŽNK Osijek                 |
| 2008/09 | ŽNK Osijek                 | ŽNK Osijek                 |
| 2009/10 | ŽNK Osijek                 | ŽNK Osijek                 |
| 2010/11 | ŽNK Osijek                 | ŽNK Osijek                 |
| 2011/12 | ŽNK Osijek                 | ŽNK Osijek                 |
| 2012/13 | ŽNK Osijek                 | ŽNK Osijek                 |
| 2013/14 | ŽNK Osijek                 | ŽNK Osijek                 |
| 2014/15 | ŽNK Osijek                 | ŽNK Osijek                 |
| 2015/16 | ŽNK Osijek                 | ŽNK Osijek                 |
| 2016/17 | ŽNK Osijek                 | ŽNK Osijek                 |
| 2017/18 | ŽNK Osijek                 | ŽNK Split                  |
| 2018/19 | ŽNK Split                  | ŽNK Split                  |
| 2019/20 | ŽNK Split                  | ŽNK Osijek                 |
| 2020/21 | ŽNK Osijek                 | ŽNK Split                  |
| 2021/22 | ŽNK Split                  | ŽNK Split                  |
| 2022/23 | ŽNK Osijek                 | ŽNK Split                  |
| 2023/24 | ŽNK Osijek                 | Hajduk Split               |
| 2024/25 |                            |                            |